# Шарлотт Вортінґтон
Шарлотт Вортінґтон (англ. Charlotte Worthington, нар. 26 червня 1996) — британська велогонщиця, олімпійська чемпіонка 2020 року.

## Виступи на Олімпіадах
| Олімпіада  | Дисципліна   | Місце |
| ---------- | ------------ | ----- |
| Токіо 2020 | BMX-фрістайл | 1     |